# Jeff, der noch zu Hause lebt
Jeff, der noch zu Hause lebt ist eine US-amerikanische Mumblecore-Tragikomödie aus dem Jahr 2011 mit Jason Segel und Ed Helms in den Hauptrollen, sowie Judy Greer und Susan Sarandon. Regie und Drehbuch stammen von Jay und Mark Duplass. Die Premiere war am 14. September 2011 beim Toronto International Film Festival, in Deutschland kam der Film am 9. August 2012 vom Verleiher Paramount Pictures in die Kinos. Das Einspielergebnis beträgt 4,4 Millionen US-Dollar.

## Handlung
Der 30-jährige Jeff, welcher bei seiner Mutter lebt, glaubt – inspiriert vom Spielfilm „Signs – Zeichen“ – an kosmische Fügung. Er erhält mehrmals Anrufe von einem Mann, welcher nach Kevin verlangt. Der Anrufer hat sich offensichtlich verwählt und glaubt Jeff nicht, dass dieser keinen Kevin kenne. Jeff sieht in den Anrufen ein Zeichen. Im Auftrag seiner Mutter zieht er los, um Kleber für eine defekte Fensterlade zu kaufen, lässt sich jedoch auf der Suche nach weiteren Zeichen treiben. Er folgt einem Basketballspieler, der ein Trikot mit dem Namen Kevin trägt und wird zum Mitspielen aufgefordert. Nach dem Spiel raucht er noch einen Joint mit Kevin und wird dabei von ihm und seinen Kumpels ausgeraubt. Anschließend trifft Jeff seinen Bruder, der ihm seinen neuen Porsche vorführt, den er ohne Zustimmung seiner Frau Linda auf Kredit gekauft hat. Als Folge eines übermütigen Bremsmanövers wird der Porsche von einem Baum gestoppt, und es entsteht ein Streit mit den Besitzern des Baumes.
Dabei sehen Jeff und Pat, wie Linda gegenüber tankt. Ein unbekannter Mann sitzt bei ihr im Auto. Sie folgen ihnen im defekten Porsche bis zu einem Restaurant. Dort organisiert sich Jeff den Nachbartisch, damit Pat die beiden belauschen kann, indem er sein eigenes Handy anruft, das Jeff auf die obere Kante der Sitzbank gelegt hat. Pat bricht das Gespräch ab, weil sein Porsche gerade abgeschleppt wird, den er neben einem Hydranten geparkt hatte. Als Linda und ihre Begleitung das Restaurant verlassen, erkennen sie Jeff, sprechen kurz mit ihm und fahren davon. Pat und Jeff folgen ihnen. Zwischendurch steigt Jeff auf das hintere Trittbrett eines Automatenlieferanten um, dessen Firmenname Kevin enthält. Die beiden treffen sich zufällig im Hotel wieder, in das Linda und ihr Begleiter gefahren sind.
Als die Begleitung von Linda Eis holt, folgen sie dem Mann bis zum Hotelzimmer und werden nach einem erfolglosen Versuch, die Tür einzurennen, hineingelassen. Linda und Pat, der wieder nicht richtig zuhört, sprechen sich aus. Linda denkt über eine Trennung nach und beschließt, zu ihrer Mutter zu fahren.
Jeff setzt sich neben Pat in die Dusche, und Pat hört seinem Bruder zum ersten Mal wirklich zu, als sie sich überlegen, wie es weitergehen soll.
Währenddessen hat Jeffs Mutter Sharon, die mehrfach von ihrem Job im Großraumbüro aus bei Pat anruft, erkannt, dass ein ihr unbekannter Verehrer ihre Freundin und Kollegin Carol ist. Nach einem Feueralarm mit Sprinklereinsatz flüchten die beiden aus dem Büro und fahren Richtung Miami.
Am Ende dieses Tages voller Ereignisse und emotionaler Enthüllungen finden sich Jeff und sein Bruder, Jeffs Frau Linda sowie seine Mutter und Carol auf einer Brücke im Stau wieder.
Pat läuft auf dem Weg zu seiner Frau an seiner Mutter und Carol vorbei, worauf seine Mutter aussteigt und ihm folgt. Pat findet seine Frau und bittet um einen Neuanfang. Jeff, der im Taxi geblieben ist, hat plötzlich eine Eingebung und rennt an allen vorbei bis zu dem Unfall, der die Ursache des Staus ist.
Ein Wagen hat die Absperrung durchbrochen und droht zu versinken. Jeff springt ins Wasser, rettet zwei Kinder und taucht erneut nach dem Fahrer. Das Auto sinkt, der Fahrer taucht auf, aber Jeff bleibt verschwunden. Pat springt ebenfalls ins Wasser und kommt mit dem leblosen Jeff wieder an die Oberfläche. Jeff kann wiederbelebt werden.
Einige Zeit später sieht Jeff in seinem Kellerappartement einen Bericht über den Unfall. Der Vater der Kinder, den er gerettet hat, heißt Kevin. In der letzten Einstellung setzt er die Leiste in die defekte Fensterlade ein.

## Kritik
„Eine von einer angenehm verträumten Stimmung getragene Tragikomödie mit vielen dramaturgischen Freiräumen, die atmosphärisch die von Unfällen, Streitereien und Versöhnungen begleitete ‚Entwicklungsreise‘ des orientierungslosen Losers begleitet. Die ‚schweifende‘ Dramaturgie krankt deutlich unter dem Versuch, massenkompatibel zu erzählen.“

„Wer ein Herz für liebenswerte Versager hat, erlebt hier einen kleinen, schönen Film, bei dem sich witzige und einfühlsame Momente abwechseln. Vielleicht etwas zu eigenwillig, um ein Massenpublikum zu erreichen, punktet die Tragikomödie mit guten Schauspielern und Figuren, die einem nahe gehen. Und die einen möglicherweise dazu veranlassen, wieder selbst nach Zeichen Ausschau zu halten.“

„Jeff, der noch zu Hause lebt steht für all das, was eine Indie-Komödie heutzutage einfach unerträglich macht. […] Ein gänzlich belangloser, unlustiger Film mit uninteressanten Charakteren, der gerne klug und gewitzt wirken möchte, dabei aber genau das Gegenteil erreicht.“

## Synchronsprecher
- Dennis Schmidt-Foß: Jeff
- Uwe Büschken: Pat
- Tanja Geke: Linda
- Kerstin Sanders-Dornseif: Sharon
- Matthias Klages: Gil
- Jesco Wirthgen: Kevin